# Ендрю Макур Тоу
Ендрю Макур Тоу (англ. Andrew Makur Thou) (1942 — 14 березня 2018) — суданський генерал, політик та дипломат. Надзвичайний і Повноважний Посол Судану в Україні.

## Життєпис
Народився в місті Їроль, штат Озерний у 1942 році, навчався у початковій школі Панекара у 1954 році, а пізніше в середній школі Тонжа. Потім він відвідував Румбекську середню школу з 1962 по 1964 роки.
Коли конфлікт між Південним та Північним Суданом спалахнув під час першої суданської громадянської війни, Макур приєднався до руху «Анья-ня» і був призначений на посаду офіцера, який піднявся до звання 2-го лейтенанта. Крім того, він пройшов підготовку командос від французьких інструкторів, а також підготовку піхоти від британських та ізраїльських солдатів у різних місцях Південного Судану. Це призвело до того, що він отримав посаду одного з найвищих командуючих у складі руху «Анья-ня» і був призначений загальним командувачем у районі Озер після страти командира Філіпа Нанга Маріка в 1968 році.
Після підписання Аддіс-Абебської угоди у 1972 році Макур піднявся на посаду підполковника і згодом був інтегрований до Збройних сил Суданського народу. На нього покладалася відповідальність командувати кількома піхотними батальйонами в Південному Судані та Північному Судані. У Південному регіоні він був командиром батальйону в таких місцях, як Бор, Авейл і Румбек. Будучи командиром батальйону в Авейлі, він брав участь в управлінні конфліктами між арабським Різігатом Південного Дарфура та Дінка Малуалом з округу Авейл Південного Судану. Перша мирна конференція цього конфлікту була проведена на річці Сафа (Бахр-Ель-Араб), а друга відбулася в Бабанусі, до якої входила арабська Багара Південного Кордофану.
У 1976 році Макур отримав дозвіл на навчання в Командно-штабному коледжі в Омдурмані, де здобув ступінь магістра військових наук. Після закінчення він був призначений на посаду полковника, який займав управлінську посаду та генерал-квартирмейстера першого дивізіону-Південного командування в Джубі в 1978 році. Завдяки чому Макур отримав звання бригадного генерала і був призначений на посаду командира 12-ї піхотної бригади у Вау, Великий Бахр Ель-Газал.
У період відносного миру після підписання Аддіс-Абебської угоди, коли Південний регіон здійснював відносну автономію, Макур обіймав посаду міністра торгівлі, постачання та кооперативів. У 1986 році він був обраний народним депутатом у Національних установчих зборах, який представляв Великого Бахара Ель-Газала в парламенті з 1986 по 1988 рік. Того ж року генерал Макур подав у відставку з парламенту після відкликання його на військову службу у Збройні Сили Судану і за проханням людей великого Бахар Ель-Газаля вирішити конфлікт між Динкою у Вау і Фертітом Західного Бару Ель-Газалом. Повернувшись до військової служби, йому було присвоєно звання генерал-майора та призначено на посаду командувача дивізіоном прикордонних військ Судану з посадою в генеральному штабі армії у Хартумі.
Після військового перевороту в 1989 році до влади прийшов Омар аль-Башир; це призвело до того, що генерал Макур був призначений військовим губернатором Великого Бахара Ель-Газаля. Він виконував обов'язки військового губернатора з 1989 по 1991 рік і був звільнений з армії відповідно до розділу 51-го пенсійних законів офіцерів армії Судану в званні генерала та привілеїв у розділі законів за розпорядженням Верховного головнокомандувача Збройні сили Судану.

## На дипломатичній роботі
З 1991 року на дипломатичній службі в Міністерстві закордонних справ у Хартумі. Він був послом Судану в Італії, Польщі, Україні та Хорватії.
14 березня 2018 року помер у Хартумі.. 20 березня 2018 був похований із військовими почестями в присутності Президента Судану Салва Киїра.